# Бряузов, Владимир Павлович
Владимир Павлович Бряузов (укр. Володимир Павлович Бряузов; род. 29 апреля 1941 года, г. Муром Владимирской области РСФСР) — украинский политический деятель, депутат Верховной рады Украины II созыва (1994—1998).

## Биография
Родился 29 апреля 1941 года в городе Муром Владимирской области в семье железнодорожника.
После окончания школы работал слесарем по ремонту двигателей, затем проходил службу в армии.
Окончил Киевский автомобильно-дорожный институт по специальности «инженер-экономист», после окончания института работал инженером, начальником отделения грузовой колонны в Виннице, возглавлял экономическую службу областного управления автомобильного транспорта.
С 1971 года находился на партийной и профсоюзной работе, был начальником областного объединения пассажирского автотранспорта. С апреля 1980 года находился на партийной работе. С 1991 года работал в Винницком областном управлении по обеспечению нефтепродуктами, с апреля 1992 возглавлял данное управление, был руководителем «Винницанефтепродукта».
На парламентских выборах 1994 года был избран народным депутатом Верховной рады Украины II созыва от Хмельницкого избирательного округа № 52 Винницкой области. В парламенте был членом Комитета по вопросам топливно-энергетического комплекса, транспорта и связи, входил в состав депутатской группы «Независимые».
С июля 1999 года был председателем наблюдательного совета ОАО «Винницанефтепродукт».